# Andrzej Ruttié
Andrzej Ruttié herbu Bojomir  (ur. 25 listopada 1777 w Warszawie, zm. 1853 w Lublinie) – generał brygady powstania listopadowego, członek loży wolnomularskiej L’Union we Włoszech.
Syn Jana i Marii Lekarskiej. Od 1794 towarzysz Brygady Kawalerii Narodowej. Walczył w powstaniu kościuszkowskim, gdzie otrzymał stopień chorążego. Od 1797 w Legionach Polskich uczestniczył we wszystkich kampaniach. Kapitan od 1799 r. Po rozwiązaniu Legionów służył w armii francuskiej. Był adiutantem gen. J.H. Dąbrowskiego. Walczył pod Fiorentino i Civita Castellana. Uczestnik obrony Mantui. Po ciężkiej ranie i jej wyleczeniu powrócił do służby i wziął udział w bitwach nad Trebbią i pod Novi. W kampaniach napoleońskich 1805, 1807, 1809 i 1813 walczył pod Sandomierzem, Langonecją, Tudelą, Yevenes, Wachau i pod Lipskiem. W 1808 major w pułku lansjerów nadwiślańskich, podpułkownik pułku jazdy z 1811. W 1813 dowódca francuskiego pułku strzelców konnych, na jego czele walczył w kampaniach saskiej 1813 i francuskiej 1814.
Po powrocie do kraju, od 1815 r. w armii Królestwa Polskiego. Pułkownik z 1819. Dowódca 4 pułku ułanów w 1820 roku. W 1830 roku został nagrodzony Znakiem Honorowym za 30 lat służby.
Andrzej Ruttié był posiadaczem folwarku należącego do klucza kijowieckiego Chotyłów. Obszar liczył 1055 mórg.
W powstaniu listopadowym dowódca Brygady Jazdy. Walczył pod Kałuszynem, Grochowem, Dębem Wielkim. Generał z marca 1831. Od czerwca do sierpnia 1831 był gubernatorem Warszawy. Walczył również w obronie stolicy. Po kapitulacji stolicy pozostał w niej. Po upadku powstania złożył przysięgę wierności carowi, jednak został zesłany do Wołogdy. W 1833 r. powrócił i osiadł w Czerniejowicach pow. Chełm, gdzie gospodarował na roli. Zmarł w 1853 r.

## Odznaczenia
- Krzyż Kawalerski Orderu Wojennego Virtuti Militari
- Oficer Legii Honorowej (Francja)
- Order Świętej Anny (Imperium Rosyjskie)
- Order Świętego Stanisława II. klasy (1829)[4]